# پریش ترینیتی پالمئتو پوینت
پریش ترینیتی پالمئتو پوینت (به لاتین: Trinity Palmetto Point Parish) یک قصبه در سنت کیتس و نویس است که در سنت کیتس و نویس واقع شده‌است. پریش ترینیتی پالمئتو پوینت ۱٬۶۹۲ نفر جمعیت دارد.